# Impact environnemental de la guerre

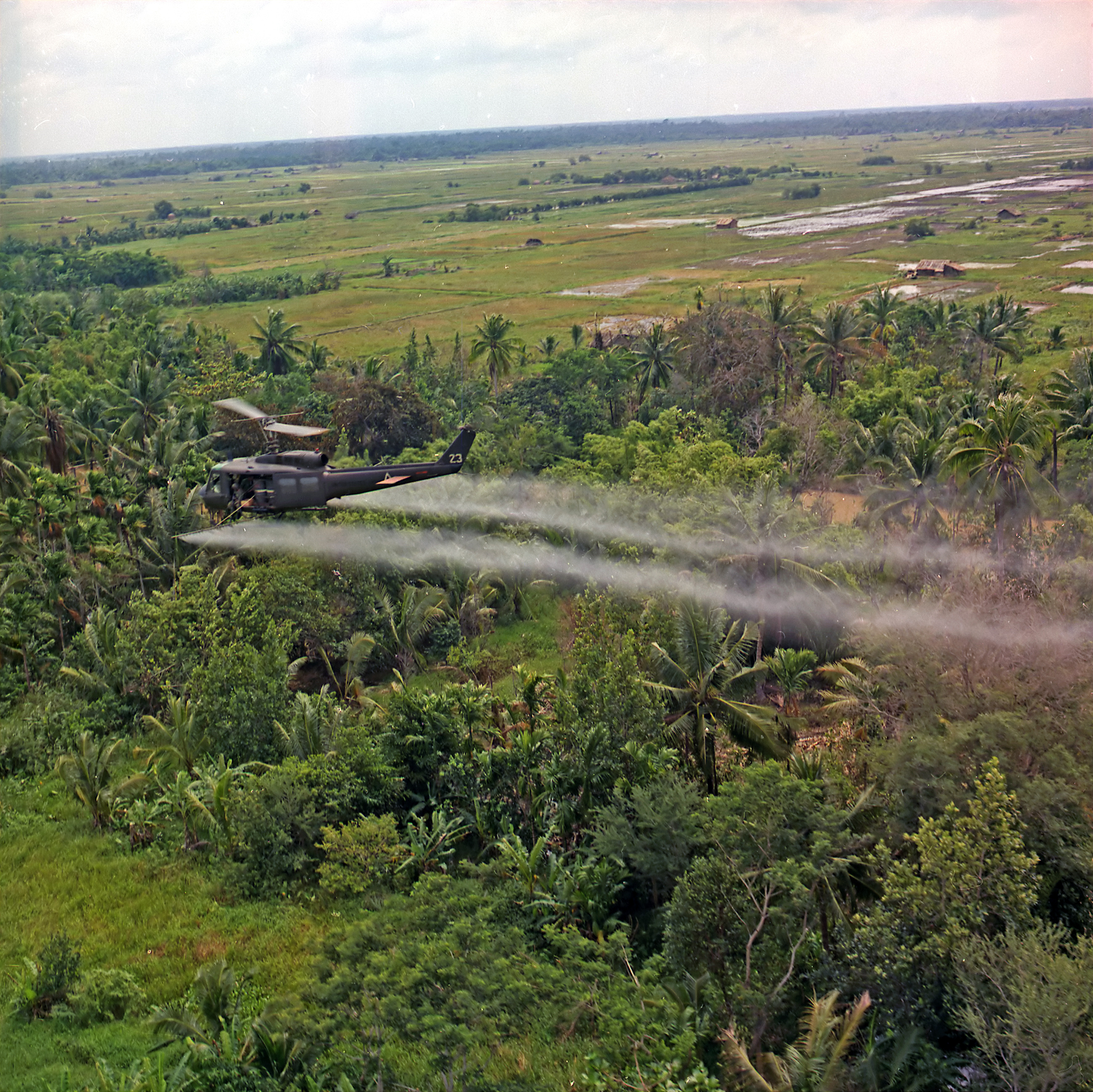
Agent Orange, un herbicide, pulvérisé sur les terres agricoles pendant la guerre du Vietnam.

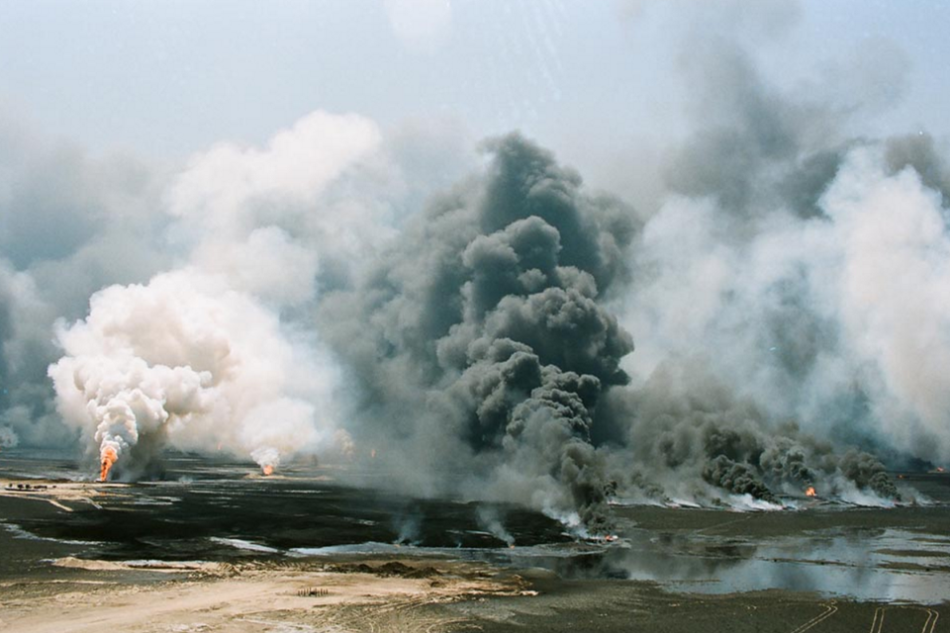
Les guerres sont notamment source de pollution de l'air, par les fumées de tir et les incendies.

L’impact environnemental de la guerre se concentre sur la modernisation de la guerre avec ses effets croissants sur l'environnement. Les méthodes de la Politique de la terre brûlée sont utilisées pendant une grande partie de l'histoire de la guerre. Cependant, les méthodes de guerre modernes causent des dommages plus importants sur l'environnement. La progression des armes chimiques nucléaires provoquent une pression croissante sur les écosystèmes et l'environnement. Des exemples spécifiques sur l'impact environnemental de la guerre incluent la Première Guerre mondiale, la Seconde Guerre mondiale, la guerre du Vietnam, la guerre civile rwandaise, les guerres menées par Israël à Gaza et au Liban, guerre du Kosovo et la Guerre du Golfe.

## Événements historiques

### Viêt Nam

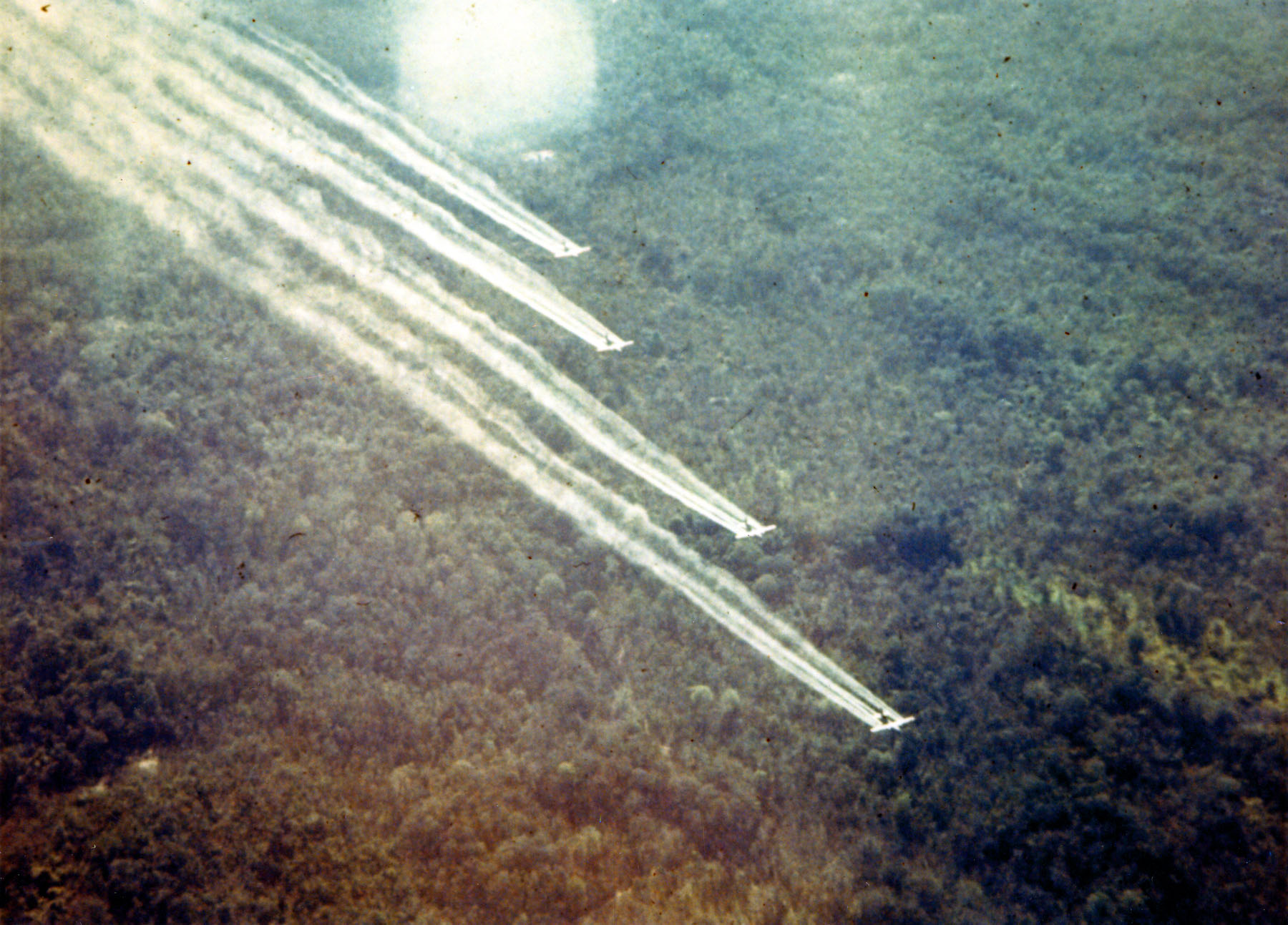
Pulvérisation de défoliant, dans le cadre de l'opération Ranch Hand, pendant la guerre du Vietnam par un avion fournisseur UC-123B

La guerre du Viêt Nam a des implications environnementales importantes en raison des produits chimiques utilisés pour détruire la végétation. Les ennemis trouvent un avantage à rester invisibles en se fondant dans une population civile ou en se cachant dans une végétation dense et des armées opposées qui ciblent les écosystèmes naturels. L'armée américaine utilise plus de 20 millions de litres d'herbicides pour défolier les forêts et éliminer les cultures ennemies. Cependant, la végétation ne peut pas se régénérer et laisse derrière elle des vasières nues qui existe encore plusieurs années après l'épandage. Non seulement la végétation est affectée, mais aussi la faune : une étude menée au milieu des années 1980 par des écologistes vietnamiens a documenté seulement 24 espèces d'oiseaux et 5 espèces de mammifères présents dans les forêts traitées et les zones protégées, contre 145 à 170 espèces d'oiseaux et 30 à 55 espèces de mammifères dans une  forêt intacte,.

### Afrique
En Afrique, la guerre est un facteur majeur du déclin des populations d'animaux sauvages à l'intérieur des parcs nationaux et des aires protégées. Cependant, un nombre croissant d'initiatives de restauration écologique, notamment dans le parc national de l'Akagera au Rwanda et dans le parc national de Gorongosa, au Mozambique montrent que les animaux sauvages et des écosystèmes entiers peuvent être réhabilités après des conflits,,.

#### Rwanda
Le génocide rwandais  a entraîné la mort d'environ 800 000 personnes. La guerre crée une migration massive de près de 2 millions de Hutus fuyant le Rwanda en quelques semaines  vers des camps de réfugiés en Tanzanie et aujourd'hui en République démocratique du Congo . Les conséquences du conflit comprennent également la dégradation des parcs nationaux et des réserves naturels.

### La Seconde Guerre mondiale
La Seconde Guerre mondiale a entraîné une forte augmentation de la production, militarisé la production et le transport des marchandises et introduit de nombreuses nouvelles conséquences environnementales, qui sont encore observables aujourd'hui. Les effets de l’après-guerre de la Seconde Guerre mondiale, à la fois écologiques et sociaux, sont encore visibles des décennies après la fin du conflit.
Pendant la Seconde Guerre mondiale, de nouvelles technologies ont été utilisées pour créer des avions, qui ont été utilisés pour mener des raids aériens. Pendant la guerre, les avions ont été utilisés pour transporter des ressources vers et depuis différentes bases militaires et larguer des bombes sur des cibles ennemies.
À l'instar de la faune, les écosystèmes souffrent également de la pollution sonore produite par les avions militaires. Pendant la Seconde Guerre mondiale, les avions agissent comme un vecteur pour le transport d'espèces exotiques par lequel les mauvaises herbes et les espèces cultivées ont été amenées dans les écosystèmes insulaires océaniques au moyen de pistes d'atterrissage d'avions qui ont été utilisées comme stations de ravitaillement et de rassemblement pendant les opérations dans le théâtre du Pacifique. Avant la guerre, les îles isolées autour de l'Europe étaient habitées par un grand nombre d'espèces endémiques.
En août 1945, après avoir participé à la Seconde Guerre mondiale pendant près de quatre ans, les États-Unis d'Amérique larguent une bombe atomique sur la ville d'Hiroshima au Japon. Environ 70 000 personnes sont mortes dans les neuf premières secondes après le bombardement d'Hiroshima, ce qui était comparable au nombre de morts résultant du raid aérien de l'opération Meetinghouse sur Tokyo. Trois jours après le bombardement d'Hiroshima, les États-Unis larguent une deuxième bombe atomique sur la ville industrielle de Nagasaki, tuant sur le coup 35 000 personnes. Les armes nucléaires ont libéré des niveaux d'énergie et de particules radioactives. Une fois les bombes ont explosé, les températures ont atteint environ 3 980 °C / 3 982,2 °C. Avec des températures aussi élevées, la flore et la faune ont été détruites ainsi que les infrastructures et les vies humaines dans les zones d'impact. Les particules radioactives qui ont été libérées ont entraîné une contamination généralisée des terres et de l'eau. Les explosions initiales ont augmenté la température de surface et créé des vents écrasants détruisant les arbres et les bâtiments sur leur passage.
L'utilisation de produits chimiques a commencé pendant la Seconde Guerre mondiale. Les effets à long terme des produits chimiques résultent à la fois de leur persistance potentielle et du mauvais programme d'élimination des nations ayant des stocks d'armes. Pendant la Première Guerre mondiale, les chimistes allemands ont développé du chlore gazeux et du gaz moutarde. Le développement de ces gaz a fait de nombreuses victimes et les terres ont été empoisonnées à la fois sur et à proximité des champs de bataille.
Plus tard dans la Seconde Guerre mondiale, les chimistes ont développé des bombes chimiques encore plus nocives, qui ont été emballées dans des barils et directement déposées dans les océans. Avec l'élimination des produits chimiques dans l'océan, les contaminants peuvent se propager dans les diverses composantes des écosystèmes, endommageant les écosystèmes marins et terrestres.
Les écosystèmes marins pendant la Seconde Guerre mondiale ont été endommagés non seulement par des contaminants chimiques, mais aussi par des épaves de navires de guerre, qui ont laissé échapper du pétrole dans l'eau. La contamination par les hydrocarbures de l'océan Atlantique due aux naufrages de la Seconde Guerre mondiale est estimée à plus de 15 millions de tonnes. Les déversements d'hydrocarbures sont difficiles à nettoyer et prennent de nombreuses années à nettoyer. À ce jour, des traces de pétrole peuvent encore être trouvées dans l'océan Atlantique à partir des naufrages navals qui se sont produits pendant la Seconde Guerre mondiale.
L'utilisation des produits chimiques pendant la guerre a contribué à accroître l'échelle des industries chimiques et a également contribué à montrer au gouvernement la valeur de la recherche scientifique. Le développement de la recherche chimique pendant la guerre a également conduit au développement d'après-guerre des pesticides agricoles.
Les impacts des conflits, des contaminations chimiques et de la guerre aérienne contribuent tous à la réduction de la population de la flore et de la faune mondiales, ainsi qu'à une réduction de la diversité des espèces.
En 1946, dans la zone américaine d'Allemagne, l'armée américaine a conseillé au gouvernement de préparer des logements et des emplois pour les personnes bombardées hors de leurs villes. La réponse était un programme spécial de jardinage qui fournirait de nouvelles terres pour que les gens puissent y vivre. Cela comprenait également des terres pour fournir la nourriture nécessaire à la population. Les forêts ont ensuite été étudiées pour trouver un bon sol convenant à la production agricole. Cela signifiait que la forêt serait abattue afin de créer des terres pour les fermes et les logements. Le programme forestier serait utilisé pour exploiter les forêts d'Allemagne pour les ressources futures et contrôler le potentiel de guerre de l'Allemagne. Dans ce programme, environ 23 500 000 mètres cubes de bois sont déforestés.
L'aluminium a été l'une des plus grandes ressources affectées par la Seconde Guerre mondiale. La bauxite, un minerai d'aluminium et la cryolite minérale étaient essentielles, tout en nécessitant d'énormes quantités d'énergie électrique.

### Guerre du Golfe et guerre d'Irak
Pendant la guerre du Golfe de 1991, les incendies de pétrole koweïtiens étaient le résultat de la politique de la terre brûlée des forces irakiennes se retirant du Koweït. La marée noire de la guerre du Golfe, considérée comme la pire marée noire de l'histoire, a été causée lorsque les forces irakiennes ont ouvert des vannes au terminal pétrolier de Sea Island et déversé du pétrole de plusieurs pétroliers dans le golfe Persique. Le pétrole a également été déversé au milieu du désert.
Avant la guerre en Irak de 2003, l'Irak a également incendié divers champs pétrolifères,.
Certains militaires américains se sont plaints du syndrome de la guerre du Golfe

### Autres exemples
- L’Inondation du fleuve Jaune, fait par le gouvernement nationaliste du centre de la Chine au début de la deuxième guerre sino-japonaise dans le but d'arrêter l'avancée rapide des forces japonaises. Il a été qualifié de "plus grand acte de guerre environnementale de l'histoire".
- Beaufort's Dyke, utilisé comme dépotoir pour les bombes
- La marée noire de la centrale électrique de Jiyeh, bombardée par l'armée de l'air israélienne pendant le conflit israélo-libanais de 2006.
- Plan K5, une tentative du gouvernement de la République populaire du Kampuchea de fermer les voies d'infiltration de la guérilla khmère rouge au Cambodge entre 1985 et 1989, entraînant une dégradation de l'environnement.
- L'intervention dirigée par l'Arabie saoudite au Yémen, une intervention dans une guerre civile au Moyen-Orient, a perturbé le lien entre l'eau, l'énergie et la sécurité alimentaire dans un pays déjà pauvre en ressources. La guerre et le conflit ont entraîné la contamination des eaux et des terres agricoles[16].

### Essais d'armements nucléaires
Des essais d'armements nucléaires ont été effectués à divers endroits, notamment l'atoll de Bikini, les terrains d'essai du Pacifique des îles Marshall, le Nouveau-Mexique aux États-Unis, l'atoll de Mururoa, Maralinga en Australie et Novaya Zemlya dans l'ex-Union soviétique, entre autres.

### Strontium-90
Le gouvernement des États-Unis a étudié les effets d'après-guerre du strontium-90, un isotope radioactif présent dans les retombées nucléaires. La Commission de l'énergie atomique a découvert que "le Sr-90, qui est chimiquement similaire au calcium, peut s'accumuler dans les os et éventuellement conduire a un cancer ".  Le Sr-90 a trouvé son chemin dans l'homme à travers la chaîne alimentaire écologique sous forme de retombées dans le sol, a été capté par les plantes, concentré davantage dans les animaux herbivores et finalement consommé par l'homme. 

### Munitions à l'uranium appauvri
L'utilisation d'uranium appauvri dans les munitions est controversée en raison de nombreuses questions sur les effets potentiels sur le long terme sur la santé. Le fonctionnement normal des reins, du cerveau, du foie, du cœur et de nombreux autres systèmes peut être affecté par l'exposition à l'uranium, car en plus d'être faiblement radioactif, l'uranium est un métal toxique . Il reste faiblement radioactif en raison de sa longue demi-vie. L'aérosol produit lors de l'impact et de la combustion des munitions à l'uranium appauvri peut potentiellement contaminer de vastes zones autour des sites d'impact ou peut être inhalé par les civils et ou des militaires.  Au cours d'une période de conflit de trois semaines en Irak en 2003, il a été estimé que plus de 1 000 tonnes de munitions à l'uranium appauvri ont été utilisées principalement dans les villes. Le département américain de la Défense affirme qu'aucun cancer humain de quelque type que ce soit n'a été observé à la suite d'une exposition à l'uranium naturel ou appauvri.
Cependant, les études du DoD américain utilisant des cellules cultivées et des rongeurs de laboratoire continuent de suggérer la possibilité d'effets leucémogènes, génétiques, reproductifs et neurologiques d'une exposition chronique.
En outre, début 2004, le service du tribunal d'appel des pensions du Royaume-Uni a attribué les réclamations pour malformation congénitale d'un ancien combattant de la guerre du Golfe de février 1991 à un empoisonnement à l'uranium appauvri. Campagne contre l'uranium appauvri (printemps 2004) , une étude épidémiologique de 2005 il a été conclu : "Dans l'ensemble, les preuves épidémiologiques humaines sont cohérentes avec un risque accru de malformations congénitales chez les descendants de personnes exposées à l'uranium appauvri".

### Inondation intentionnelle
Les inondations peuvent être utilisées comme politique de la terre brûlée en utilisant l'eau pour rendre les terres inutilisables. Elle est également utilisée pour empêcher le mouvement des ennemis. Au cours de la seconde guerre sino-japonaise, des digues sur les fleuves Jaune et Yangtze ont été percées pour stopper l'avancée des forces japonaises. Pendant le siège de Leiden en 1573, les digues ont été brisées pour ralentir l'avancée des forces espagnoles. Au cours de l ' opération Chastise pendant la Seconde Guerre mondiale, les barrages des rivières Eder et Sorpe en Allemagne ont été bombardés par la Royal Air Force, inondant une vaste zone et arrêtant la fabrication industrielle utilisée par les Allemands dans l'effort de guerre.